# Liste der Baudenkmäler in Regensburg-Kasernenviertel
Auf dieser Seite sind die Baudenkmäler in der Oberpfälzer Bezirkshauptstadt Regensburg zusammengestellt. Diese Tabelle ist eine Teilliste der Liste der Baudenkmäler in Bayern. Grundlage ist die Bayerische Denkmalliste, die auf Basis des Bayerischen Denkmalschutzgesetzes vom 1. Oktober 1973 erstmals erstellt wurde und seither durch das Bayerische Landesamt für Denkmalpflege geführt wird. Die folgenden Angaben ersetzen nicht die rechtsverbindliche Auskunft der Denkmalschutzbehörde.

## Baudenkmäler
| Lage | Objekt                                                                               | Beschreibung | Akten-Nr.       | Bild |
| --- | ------------------------------------------------------------------------------------ | --- | --------------- | --- |
| Carl-Maria-von-Weber-Straße 5, 5 a (Standort)                                                           | Ehemalige Flakkaserne der Luftwaffe, heute Nibelungenkaserne                         | Erhaltene Bauten der Kasernenanlage nach einem Entwurf der Luftwaffenbauverwaltung unter Mitarbeit von Ignaz Hirner, Ausführung 1939–41, in Teilbereichen nach Kriegsschäden wiederhergestellt, zwei- bis dreigeschossige Putzbauten mit hohen Walm- und Satteldächern im Heimatstil Mannschaftsbauten mit Büros und Lehrsälen, sogenannte Schlangenbauten (Nr. 1–12, 18–23) Wache, Pavillonbau am ehemaligen Haupttor (Tor 1), mit anschließendem Laubengang (Nr. 15) Stabsgebäude mit Zwiebeltürmchen und heraldischem Fassadenschmuck (Nr. 16) L-förmiges Wirtschaftsgebäude, höherer Kopfbau mit offener Bogenstellung (Nr. 17) | D-3-62-000-1601 | weitere Bilder |
| Einhauser Straße 2 (Standort)                                                                           | Wasserschloss Pürkelgut                                                              | Dreigeschossiger und einflügeliger Mansardwalmdachbau mit Ecktürmen und halbrundem Mittelrisalit, spätbarock, 1728 von Johann Michael Prunner, Türme im Kern 16. Jahrhundert | D-3-62-000-341  | Wasserschloss Pürkelgut |
| Einhauser Straße 2 (Standort)                                                                           | Ehemalige Ökonomie und Verwaltung des Schlosses Pürkelgut                            | Vierflügelanlage, 1848/49 Westlich Verwalterhaus, zweigeschossiger Satteldachbau, Gedenkinschrift für Eduard Mörike, 2. Hälfte 19. Jahrhundert, dabei eingeschossiger Walmdachbau und Gartenmauer Südöstlich Stadel mit Remisen, eingeschossiger Steildachbau Östlich Stadel, Steildachbau, Mischmauerwerk Nördlich Stallstadel, zweigeschossiger Steildachbau, Mischmauerwerk Westlich Stallstadel mit Durchfahrt, Pferdestall und Wohnräumen, Mischmauerwerk | D-3-62-000-341  | Ehemalige Ökonomie und Verwaltung des Schlosses Pürkelgut |
| Furtmayrstraße 13 (Standort)                                                                            | Wohnhaus                                                                             | Dreigeschossiger Walmdachbau mit Mittelrisalit und Schweifgiebel, Fassadengliederung Neurenaissance, 1898 von Alois Janker | D-3-62-000-462  | Wohnhaus |
| Furtmayrstraße 22 (Standort)                                                                            | Katholische Pfarrkirche St. Anton                                                    | Dreischiffige Pfeilerbasilika mit Satteldach, eingezogenem Chor, Chorflankenturm und Westquerhaus, Eisenbeton mit Ziegel und Verkleidung aus Kalkbruchsteinplatten, romanisierend, 1927/28 von Karl Schmid senior; mit Ausstattung Antoniushaus, asymmetrisch angelegter Saalbaukomplex der Pfarrei St. Anton mit Gaststätte mit Pfarrsaal, traufständiger Pultdachbau in Stahlbeton-Skelettbauweise, zum Teil mit Klinkerausfachung, östliche Längsseite verglast, 1953–55 von Karl Schmid junior | D-3-62-000-463  | Katholische Pfarrkirche St. Anton |
| Graf-Spee-Straße 1 (Standort)                                                                           | Evangelisch-Lutherische Pfarrkirche St. Matthäus                                     | südwestlich ausgerichteter Saalbau, zum Altar stufenförmig verengt, gemeinsam mit Glockenturm und Außenkanzel und dem nordöstlich angrenzendem Gemeindesaal unter einem Satteldach in rechtem Winkel zur Ausrichtung, anschließend Pfarrzentrum, Ziegelbau, 1953/54 von Adolf Abel; mit Ausstattung | D-3-62-000-1597 | Evangelisch-Lutherische Pfarrkirche St. Matthäus |
| Landshuter Straße (bei der Einmündung der Benzstraße) (Standort)                                        | Burgfriedensäule Nr. 17 der Freien Reichsstadt Regensburg                            | Pfeiler mit drei Wappen und Dach, Kalkstein, 17. Jahrhundert | D-3-62-000-1739 | [[Vorlage:Bilderwunsch/code!/C:48.999191,12.130166!/D:Landshuter Straße (bei der Einmündung der Benzstraße), Burgfriedensäule Nr. 17 der Freien Reichsstadt Regensburg!/\|BW]] |
| Landshuter Straße 41 (Standort)                                                                         | Wohn- und Geschäftshaus                                                              | Dreigeschossiger Walmdachbau in Ecklage mit Risaliten, Zwerchhäusern und Balkonen, Putzgliederungen mit Jugendstilelementen, 1907 von Georg Renner und Sohn | D-3-62-000-700  | Wohn- und Geschäftshaus |
| Landshuter Straße 47 (Standort)                                                                         | Wohnhaus                                                                             | Dreigeschossiger Mansardwalmdachbau mit übergiebelten Eckrisaliten, Putzgliederungen Neurenaissance, 1896 von Alois Janker | D-3-62-000-701  | Wohnhaus |
| Landshuter Straße 55, 57, 59, 61, 63, Plato-Wild-Straße 2, 4, 6, Safferlingstraße 21, 23, 27 (Standort) | Ehemalige Neue Kasernen                                                              | 1891–1918 für das 11. Infanterieregiment errichtet, alle Gebäude in der Nachkriegszeit stark verändert Landshuter Straße 55–57: Ehemalige Halbbataillonskasernen, heute Versorgungsamt, zweiteiliger viergeschossiger Baukomplex mit Flachwalmdächern, Kniestock und Risaliten, zweifarbige Sichtziegelbauten mit Haustein- und Putzgliederungen, 1891–93, rückseitig ursprünglich mit dem Hauptgebäude verbundener dreigeschossiger Walmdachbau Landshuter Straße 59: heute Wasserwirtschaftsamt, zweigeschossiger Walmdachbau, um 1891–1916, 1946 nach Kriegsschäden teilweiser Neubau Landshuter Straße 61: Ehemalige Halbbataillonskaserne, viergeschossiger Flachwalmdachbau mit Kniestock und Risaliten, zweifarbige Sichtziegel mit Hausteingliederung, 1895–96 Safferlingstraße 21: Ehemalige Familiengebäude, dreigeschossiger Walmdachbau mit Kniestock, zweifarbige Sichtziegel, 1895/96; Safferlingstraße 23: Ehemalige Halbbataillonskaserne, heute Sozialgericht, viergeschossiger Walmdachbau mit Kniestock, zweifarbige Sichtziegel, 1895/96 Safferlingstraße 27: Ehemalige Dienstgebäude, dreigeschossiger Walmdachbau mit Kniestock und zweifarbigem Sichtziegelmauerwerk, 1898 Plato-Wild-Straße 2: Ehemalige Magazingebäude, dreigeschossiger Walmdachbau mit Kniestock, Lisenengliederung und zweifarbigem Sichtziegelmauerwerk, 1895/96 Plato-Wild-Straße 4: Ehemalige Nebengebäude, zweigeschossiger und traufständiger Satteldachbau, um 1895–96 Plato-Wild-Straße 6: Ehemalige Exerzierhalle, eingeschossiger und traufständiger Satteldachbau mit Segmentbogenöffnungen und Rahmengliederungen, zweifarbige Sichtziegel, 1895–96 Kriegerdenkmal auf dem ehemaligen Kasernenhof, liegender Bronze-Löwe auf gestuftem Steinsockel mit Inschrifttafel, 1905 von Max Schultze | D-3-62-000-702  | weitere Bilder |
| Mühlweg 13 (Standort)                                                                                   | Antoniushaus                                                                         | asymmetrisch angelegter Saalbaukomplex der Pfarrei St. Anton mit Gaststätte, traufständiger Pultdachbau in Stahlbeton-Skelettbauweise, zum Teil mit Klinkerausfachung, östliche Längsseite verglast, 1953–55 von Karl Schmid jun. | D-3-62-000-1519 | BW |
| Pestalozzistraße 3 (Standort)                                                                           | Pestalozzischule                                                                     | Viergeschossige Zweiflügelanlage mit Walmdächern, eingestelltem Uhrturm mit Zeltdach, Treppenhausrisalit mit Vorzeichen auf Säulen und Flächengliederung durch Schablonenmalereien, später Jugendstil, 1914 von Adolf Schmetzer | D-3-62-000-1524 | Pestalozzischule |
| Unterislinger Weg (Standort)                                                                            | Burgfriedensäule Nr. 15 der Freien Reichsstadt Regensburg, sogenannter Napoleonstein | Fels, Rest (Fundament?) einer Burgfriedenssäule, 17. Jahrhundert, vom ursprünglichen Standort um rd. 40 m versetzt | D-3-62-000-1739 | BW |
| Zollerstraße 1 a (Standort)                                                                             | Ehemalige Ostbahn-Wagenhalle                                                         | eingeschossiger und traufständiger Satteldachbau mit Rundbogenfenstern, Sichtziegelbau mit Werksteingliederungen, Rundbogenstil, erbaut 1857 nach Plänen von Heinrich von Hügel, 1888 vom südwestlichen Bahnhofsgelände hierher versetzt | D-3-62-000-1553 | Ehemalige Ostbahn-Wagenhalle |